# Chedzoy
Chedzoy – wieś w Anglii, w hrabstwie Somerset, w dystrykcie (unitary authority) Somerset. Leży 44 km na południowy zachód od miasta Bristol i 201 km na zachód od Londynu. W 2001 miejscowość liczyła 427 mieszkańców.